# Paul Reboux
Œuvres principales
À la manière de...
Paul Reboux, nom de plume d’André Amillet, est un écrivain, journaliste et peintre français né le 21 mai 1877 à Paris et mort le 14 février 1963 à Nice.
Il est notamment connu pour ses recueils de pastiches littéraires.

## Biographie
Paul Reboux est le fils de la modiste Caroline Reboux.
Également peintre, il est un écrivain prolifique aux intérêts très divers : rédacteur en chef, critique littéraire, critique gastronomique, romancier, auteur de livres d'histoire naturelle, de biographies, de récits de voyages et de livres pour enfants.
Il se marie le 27 avril 1911 avec la miniaturiste Léone Georges,, puis avec Odette Bernache Assolant (1900-1996).

### À la manière de…
Reboux écrit des pastiches d'abord avec son ami Charles Müller ; ils publient ensemble trois séries de À la manière de… (1908, 1910 et 1913). Charles Müller étant mort en 1914, il fait paraître un quatrième recueil en 1925 et un cinquième en 1950, dans lequel les pastiches de Jean-Paul Sartre voisinent avec ceux de Jean Giono, Boris Vian et Henry de Montherlant.
Ces recueils se moquent gentiment des tics littéraires d'écrivains comme Octave Mirbeau, Léon Tolstoï, Marcel Proust, Stéphane Mallarmé, Gyp, Alphonse Daudet, José-Maria de Heredia, Jules Renard, Jean Jaurès, Charles Péguy, Conan Doyle, Anna de Noailles, etc. La dernière réédition date de 2003, mais certains auteurs jugés insuffisamment connus du public actuel (notamment Gyp) ont été éliminés de ces rééditions.
Dans la préface qu'il rédige pour le recueil À la façon de du chroniqueur Georges-Armand Masson, Paul Reboux décrit clairement et longuement les règles d'or qui président à la bonne rédaction d'un pastiche. Ce procédé a aussi été repris par Jean-Louis Curtis dans plusieurs de ses livres, comme Haute École, La Chine m'inquiète et La France m'épuise.

### Autres activités
De 1922 à 1923, Paul Reboux est le rédacteur en chef d'un mensuel humoristique illustré, qui reprend la formule de L'Assiette au beurre, intitulé La Charrette charrie. En 1928, il est membre fondateur de l'Académie des gastronomes. En 1933, il préside avec Monsieur Gaston Gérard la « Ligue des Cent Mille » pour « la Défense du Bon Manger, » créée à Paris en 1928. Il collabore sous son nom au magazine Paris sex-appeal dès 1933.
En 1951, il fait partie, aux côtés de Félicien Challaye et d'Émile Bauchet des fondateurs de La Voie de la paix, organe du Comité national de résistance à la guerre et à l'oppression (CNRGO, devenu Union pacifiste de France en 1961).
Il a également produit quelques toiles d'un style naïf sur un mode humoristique.

## Publications
- Les Iris noirs (roman poétique), Alphonse Lemerre, 1898.
- Josette, (roman), Ollendorff, 1903.
- La Maison de danses (roman espagnol), Calmann-Lévy, 1904 (belle réédition illustrée par Lobel-Riche "Pour le compte des auteurs" en 1928. (Une pièce en cinq actes en a été tirée, par Fernand Nozière et Charles Muller et représentée au Vaudeville en 1908).
- Le Phare (roman breton), Paul Ollendorff, 1907[10] (nombreuses rééditions, notamment aux Éditions de l'intermédiaire du bibliophile illustré par Paul de Pidoll en 1926 ou chez Flammarion en 1934, et aux Editions L'Ancre de Marine avec le titre "Le Phare du Diable", 1992).
- La Petite Papacoda (roman napolitain), Bibliothèque Charpentier / Eugène Fasquelle, 1911 (réédition Flammarion, 1924).
- Le Jeune Amant (roman parisien), Flammarion, 1913 (réédition Select-Collection n° 159, 1939).
- Blancs et noirs, carnet de voyage. Haïti, Cuba, Jamaïque, États-Unis…, Flammarion, 1915.
- Choucoune, Éditions Nilsson, 1920.
- Mémoires d'une poupée, Éditions Nilsson, 1920.
- Chonchon (roman parisien), Flammarion, 1920.
- Les Drapeaux (roman social), Flammarion, 1921.
- Trente-deux poèmes d'amour, 1921.
- Colin, ou les Voluptés tropicales (Saint-Domingue, 1767), (roman colonial), Flammarion, 1923.
- Arthur et Sophie ou Paris en 1860 (roman), Flammarion, 1924.
- Romulus Coucou (roman nègre), Flammarion, 1924.
- Trio (roman parisien), Flammarion, 1924.
- Colette, ou Le génie du style, Éditions Vald Rasmussen, 1925.
- Pour Jasmine (roman toulonnais), Flammarion, 1925.
- La Vie amoureuse de Madame du Barry, Flammarion, coll. « Leurs amours », 1925.
- Femmes (trente-cinq nouveaux petits poèmes d'amour), 1926.
- Bamboulina, Flammarion, 1926 (eaux-fortes et bois de Hallo).
- Plats Nouveaux. 300 recettes inédites ou singulières (Essai de gastronomie moderne), 1927.
- La Rue de la paix, P. Lafitte, 1927.
- La Vie amoureuse de Madame Tallien, Flammarion, coll. « Leurs amours », 1928.
- Les Conquêtes d'amour et de gloire du maréchal Duc de Richelieu, Flammarion, 1929.
- Le Nouveau Savoir-manger.
- Le Nouveau Savoir-causer.
- Le Nouveau Savoir-écrire.
- Le Nouveau Savoir-vivre (Pour balayer les vieux usages), Flammarion, 1930, réédition 1947.
- Une Blanche peut-elle épouser un homme de couleur ?, 1930.
- L'Affaire La Roncière, A. Lemerre, 1931.
- Belle Neige, Belle Glace, Paris, Éditions Alpina, 1931.
- Le paradis des Antilles françaises Librairie de la revue française, 1931.
- Une rude gaillarde, la Princesse palatine, Paris, Deglaube, 1932 (illustrations d'André Pécoud).
- Madame se Meurt ! Madame est Morte !, Flammarion, 1932.
- L'Art de recevoir : petit traité à l'usage des maîtresses de maison, Paris, Office d'éditions d'art, 1932
- « Une aventure de Paul Reboux d'après un manuscrit retrouvé par sa petite-fille », Lectures pour tous, décembre 1932.
- Paul Reboux raconte la case de l'oncle Tom, Flammarion.
- Paul Reboux raconte Don Quichotte, Flammarion.
- Paul Reboux raconte Robinson Crusoé, Flammarion.
- " Gérard et les fourmis " illustrations de A. M. Le Petit et Jodelet, Ernest Flammarion Éditeur, Paris, 1932.
- Gérard est un as ! (roman pour la jeunesse), illustrations d'Achille Mauzan, Flammarion, 1933.
- Gérard  chez les phoques, Flammarion.
- Au gaz naturel (collectif, préface de Paul Valéry), Paris, L. et B. de Plas et Y. Alexandre, 1935.
- Comment fut aimée l'Impératrice Joséphine, Flammarion, 1935.
- « Le cynique et glorieux Pierre l'Arétin, récit historique… », Gringoire, 17 mai—12 juillet 1935.
- Attention aux enfants !, Flammarion, 1937.
- Le Nouveau Savoir-aimer, Flammarion, 1938.
- La Belle Gabrielle qu'aima Henri IV, Paris, A. Fayard, 1938.
- Le Brigand Cartouche, roi des cœurs, Paris, A. Fayard, 1939.
- Les Animaux et l'Amour, 1939 (réédité en 2004).
- Les Deux Amours de Cléopâtre, Paris, A. Fayard, 1939 (réédité en 2000).
- Liszt ou les Amours romantiques, Paris, Flammarion, 1940.
- Alba, esclave romaine (roman), Flammarion, 1942.
- Les Ancêtres du papier monnaie (illustrations de Francis Prompt), Paris, Éditions Regina, 1943.
- L'Algérie et ses vins, Alger, Agence française de librairie, 1945.
- " L'histoire et les dessous de Paris , Les Grands Boulevards ", Éditions Raoul Tari, Oran, 1946
- Le Bon Sens en exil : tableau de ce temps, Toulon, Éditions Gallia, 1947.
- Danièle ou Danielle ? (roman-film), Oran, R. Tari, 1947.
- Lady Hamilton, ambassadrice de l'Amour, Paris, Éditions SFELT, 1947.
- Lauzun, le bourreau des cœurs, Paris, Éditions SFELT, 1947.
- Le secret de  Mayerling n'existe plus, Paris, Amiot-Dumont, 1948.
- Le Calvaire de Marie Stuart, Paris, Amiot-Dumont, collection « Leurs amours », 1948.
- Héloïse et Abélard (ill. Jihel), Paris, Société Parisienne d'Imprimerie, coll. « La Vie amoureuse » (no 32), 1958, 96 p., 15 x 23.
- L'A.B.C. de l'Amour, Raoul Solar éditeur, 1949.
- Les Alcôves de Louis XIV, Paris, Amiot-Dumont, 1951.
- Tuberculeux, on pourrait vous guérir, Éditions Baudinière, 1952.
- Sens interdits (illustrations de F. D'Hey), Cannes, Éditions Raoul Solar, 1951.
- L'Épouvantable Fiancé, 1953.
- Le Guide galant, Raoul Solar éditeur, 1953.
- Notre sixième sens, Raoul Solar éditeur, 1953.
- L'Art d'écrire des lettres d'amour, Monte-Carlo, Raoul Solar éditeur, 1955.

Sans date
- Trois petits tours de Marionnettes, Éditions Albin-Michel.
- Missel d'Amitié, Éditions Henry Floury.
- Les Matinales (poésies), Éditions Alphonse Lemerre.
- La Création du Monde, en collaboration avec Charles Muller, Flammarion.
- Rikette aux Enfers, en collaboration avec Charles Muller, Flammarion.
- Madame de Pompadour, reine et martyre, Flammarion.
- Histoire d'Angleterre, (3 volumes)[11].
- Histoire de Paris, (4 volumes)[11].
- Carnaval de Venise (1765), (roman), Flammarion.
- Patapon.
- Tableaux d'histoires.
- Vient de paraître (intrigue littéraire), Éditions Paul Ollendorff.

Série À la manière de…
- Première série, 1908 : Maurice Maeterlinck, Paul Adam, Francis Jammes, Maurice Barrès, José-Maria de Heredia, Tristan Bernard, La Rochefoucauld, Joris-Karl Huysmans, Charles-Louis Philippe, Lucie Delarue-Mardrus, Conan Doyle, Henry Bataille, Jules Renard, Shakespeare.
- Deuxième série, 1910 : Octave Mirbeau, Henri de Régnier, Léon Tolstoï et les romanciers russes traduits en français, Lamartine, Mme de Noailles, Charles Baudelaire, Marcelle Tinayre, Frédéric Mistral, Pierre Loti, Gyp, Jean Jaurès, Charles Dickens, Edmond de Goncourt, Émile Zola, Alphonse Daudet.
- Troisième  série, 1913 : Jean Racine, Gabriele D'Annunzio, Chateaubriand, Paul Déroulède, Georges d'Esparbès, Henry Bordeaux, Henry Bataille, Paul Fort, G. Lenotre, Max et Alex Fischer, Stéphane Mallarmé, André de Lorde, Charles Péguy, Marcel Prévost, Brieux, Abel Bonnard, Paul Verlaine, Rudyard Kipling, Émile Faguet, Catulle Mendès, Auguste Rodin, Jules Claretie, Angelo Mariani, Octave Mirbeau, Cécile Sorel, René Bérenger, Docteur Doyen, X directeur du Matin, Léon Frapié, Rothschild, Colette Willy, Séverine, Henry Bernstein.
- Quatrième série, 1925, sans la collaboration de Charles Müller : Paul Morand, Jean de La Fontaine, Jean-Henri Fabre, Jean-Jacques Brousson, Marcel Boulenger, Francis Carco, Gustave Flaubert, Marcel Proust, Docteur Mardrus, Paul Géraldy, Georges de Porto-Riche, Buffon, André Gide, Victor Hugo, Jean Giraudoux, Henry Bataille, Raymond Radiguet, Léon Daudet, Henri Lavedan, Comtesse de Ségur, Henry Murger, Clément Vautel, Raymond Roussel.

## Adaptations au cinéma
- Josette film muet français réalisé par Albert Capellani, sorti en 1912.

## Citations
- « Tout l'art d'écrire des lettres est dans l'emploi de ces finesses opportunes, de ces nuances par l'effet desquelles on donne aux gens l'impression que l'on parle d'eux, tout en ne parlant que de soi. » — Le Nouveau Savoir-écrire.
- « Il fut de mode, il y a quelques années, d'organiser des surprises-parties. Ce genre de réunion convient à merveille à une époque que certains auteurs ont nommée l'« âge du mufle ». La surprise-partie consistait à grouper des invités, à commander des rafraîchissements, des sandwiches et des friandises, et à survenir à l'improviste, tous à la fois, chez un ami commun sans que celui-ci eût été prévenu de ce projet d'invasion. » — Le Nouveau Savoir-vivre.
- « Ne courez jamais après une femme ou un taxi. Il en passera d'autres. » — Le Nouveau Savoir-aimer.
- « S'il fallait donner une règle concernant le baisemain, le meilleur précepte qu'on pourrait formuler serait celui-ci : ne baisez jamais la main d'une femme. En formant ce ferme propos, vous serez assuré d'agir avec correction et de ne jamais vous exposer à un ridicule. Contentez-vous de serrer avec douceur, sans autre geste et en vous inclinant un peu, la main qu'on vous tend. C'est la meilleure façon d'être correct en toutes circonstances. » — Le Nouveau Savoir-vivre.